# Рославль-2
Рославль-2 — населённый пункт (посёлок при станции Рославль II) в Рославльском районе Смоленской области России. Входит в состав Перенского сельского поселения. Население — 53 жителя (2007 год).

## География
Расположена в южной части области в 4 км к юго-востоку от Рославля, в 4 км восточнее автодороги А141 Орёл — Витебск, на берегу реки Остёр.

## История
В годы Великой Отечественной войны станция была оккупирована гитлеровскими войсками в августе 1941 года, освобождена в сентябре 1943 года.

## Население
| 2007 |
| ---- |
| 53   |

## Инфраструктура
В 0,1 км севернее населённого пункта расположена железнодорожная станция Рославль II.
Путевое хозяйство.